# Sveriges ambassad i Vilnius
Sveriges ambassad i Vilnius (litauiska: Švedijos ambasada Vilniuje) är Sveriges diplomatiska beskickning i Litauen. Beskickningen består av en ambassad, ett antal svenskar utsända av Utrikesdepartementet (UD) och lokalanställda. 
Ambassaden invigdes den 29 augusti 1991.

## Beskickningschefer
| Namn                       | Period    | Funktion             | Ackreditering                                        |
| -------------------------- | --------- | -------------------- | ---------------------------------------------------- |
| Torsten Undén              | 1921–1928 | Tillförordnad envoyé | Sidoackrediterad i Kaunas från beskickningen i Riga. |
| Patrik Reuterswärd         | 1928–1935 | Envoyé               | Sidoackrediterad i Kaunas från beskickningen i Riga. |
| Birger Johansson           | 1935–1941 | Envoyé               | Sidoackrediterad i Kaunas från beskickningen i Riga. |
| Ingen ambassad             | 1940–1992 |                      |                                                      |
| Lars Magnuson              | 1991–1994 | Ambassadör           |                                                      |
| Stellan Ottosson           | 1994–1998 | Ambassadör           |                                                      |
| Lars Vargö                 | 1998–1999 | Ambassadör           |                                                      |
| Jan Palmstierna            | 1999–2004 | Ambassadör           |                                                      |
| Malin Kärre                | 2004–2008 | Ambassadör           |                                                      |
| Ulrika Cronenberg Mossberg | 2008–2011 | Ambassadör           |                                                      |
| Cecilia Ruthström-Ruin     | 2011–2016 | Ambassadör           |                                                      |
| Maria Christina Lundqvist  | 2016–2020 | Ambassadör           |                                                      |
| Inger Buxton               | 2020–2023 | Ambassadör           |                                                      |
| Lars Wahlund               | 2023–     | Ambassadör           |                                                      |